# Blair Atholl (Civil Parish)

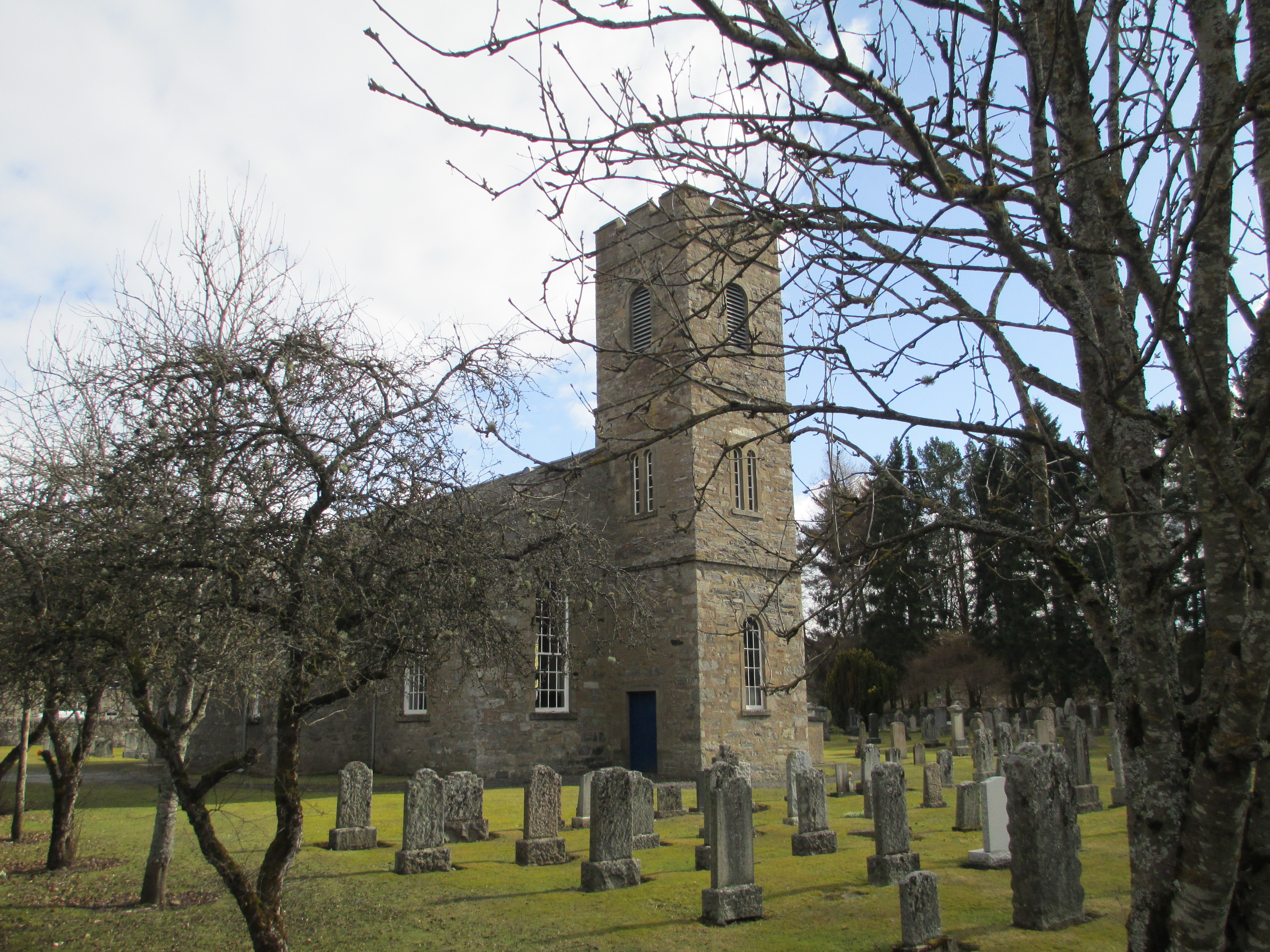
Die alte Pfarrkirche von Blair Atholl

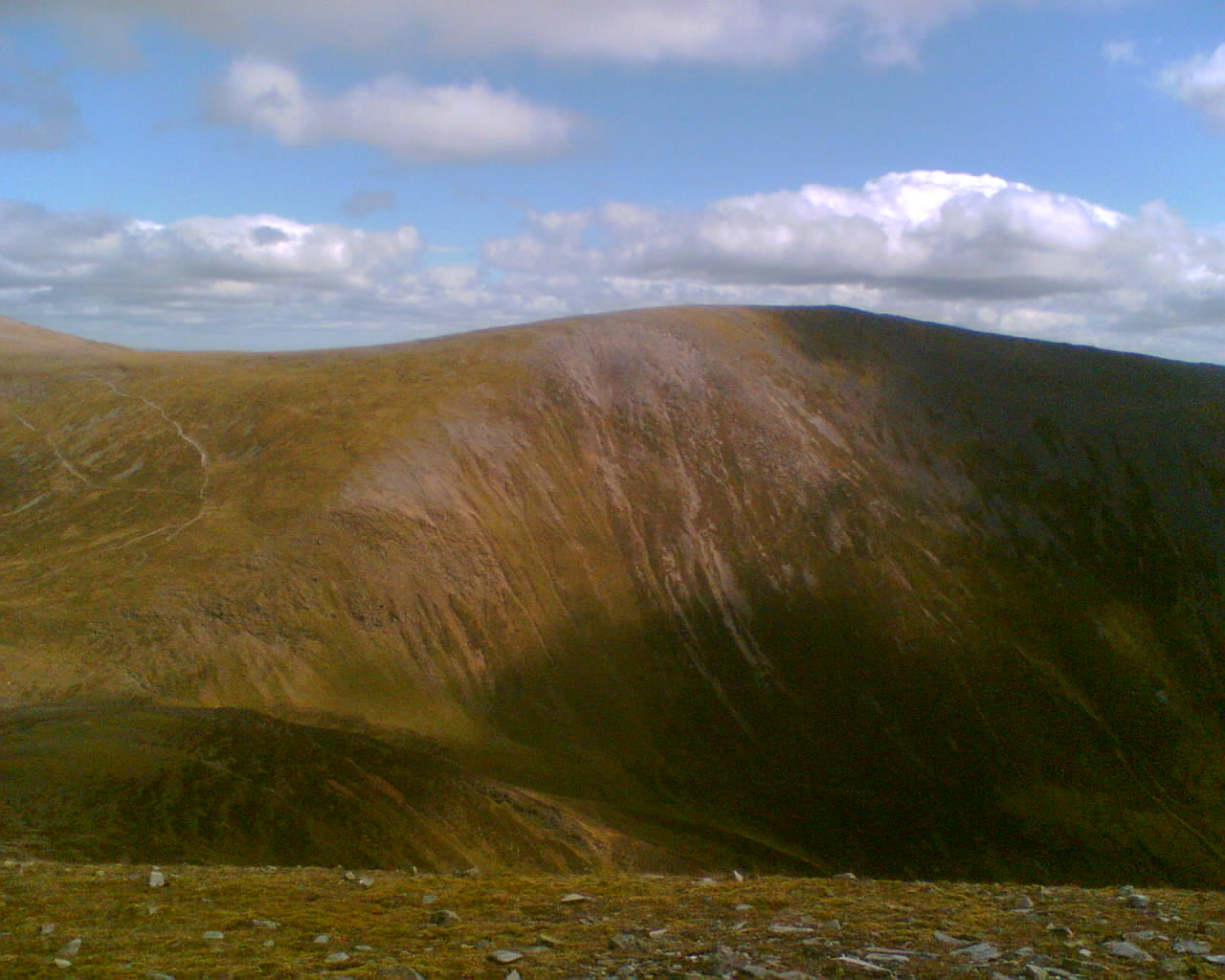
Am Beinn a’ Ghlò im Norden

Blair Atholl ist eine historische Verwaltungseinheit (Civil Parish) im Norden von Schottland. Vom Typ her handelt es sich um eine Gemeinde. Sie lag südöstlich von Inverness und nordwestlich von Perth in der heutigen Region Perth and Kinross. In Bezug auf die traditionellen Grafschaften zählte Blair Atholl zu Perthshire. Acht weitere Civil Parishes liegen angrenzend: Alvie, Crathie and Braemar, Dull, Fortingall, Kingussie and Insh, Kirkmichael, Laggan und Moulin.
Das Gebiet des Civil Parishes lässt sich in zwei Teile gliedern: Im dichter besiedelten Süden, der bis zum Fluss River Tummel und dem See Loch Tummel reicht, verläuft im Tal des Garry die zentrale Achse. Ihr folgen die A 9 sowie die Highland Main Line. Der Norden ist gebirgig und dünn besiedelt.
Wichtigste Ortschaft ist das namensgebende Blair Atholl, zu den weiteren zählen Bridge of Tilt, Bruar, Calvine, Dalnacardoch, Dalnaspidal, Killiecrankie, Mains of Bonskeid, Old Bridge of Tilt, Pitagowan, Struan, Tenandry, Tressait, Trinafour und Tummel Bridge. Überregional bekannt sind Blair Castle, ein Museum des Clan Donnachaidh sowie der Tay Forest Park.
Aus dem Civil Parish ging Ende des 20. Jahrhunderts die Community Council Area Blair Atholl and Struan hervor.